# Peter Jarolin
Peter Jarolin (* 12. Dezember 1971; † vor oder am 19. Februar 2024) war ein österreichischer Musik- und Theaterkritiker, der vor allem über Oper und Theater in Wien schrieb. Er schrieb für die Tageszeitung Kurier.

## Leben

### Ausbildung und Berufsanfang
Er wuchs in Wien auf. Nach dem Studium der Rechtswissenschaften an der Universität Wien wurde Jarolin 1996 Musik- und Theaterkritiker bei der Wiener Tageszeitung Kurier, dort wurde er auch Redakteur.

## Als Kritiker
Er veröffentlichte mehrere Artikel in der Zeitschrift Prolog der Wiener Staatsoper, der Zeitschrift der Gesellschaft der Musikfreunde und der Zeitschrift der Haydn Festspielen Eisenstadt. Er hielt oft Einführungsvorträge vor Aufführungen und moderierte Interviews, zum Beispiel im Wiener Musikverein, beim Festival ImPulsTanz und beim Musikfestival Grafenegg.
Seine Kritiken von klassischen Aufführungen wurden im Shakespeare Jahrbuch verzeichnet. Burgtheaterschauspieler Peter Matic zitierte Jarolins Artikel in seiner Autobiographie. Im internationalen theaterwissenschaftlichen Diskurs wurden Jarolins Besprechungen regelmäßig erwähnt.

## Tod
Im Nachruf des Kuriers war von „Dämonen“ in Jarolins Privatleben die Rede: „Von einem gesundheitlichen Notfall im Jänner hat er sich nie mehr erholt.“ Gert Korentschnig, Leiter des Feuilletons, schrieb in einem persönlichen Nachruf auf Jarolin im Kurier: „Er ist unersetzlich, in jeder Hinsicht“.